# Фил Фодън
Фил Фодън (на английски: Phil Foden) е английски професионален футболист, който играе като полузащитник на клуба Манчестър Сити и националния отбор на Англия.
Пробивът на Фодън в професионалния футбол е през 2017 г., когато печели наградата Златна топка след успешната кампания на Англия за Световната купа до 17 години. Той прави своя дебют за Сити през същата година и през декември е обявен от Би Би Си за млада спортна личност на годината.
Оттогава Фодън има над 100 участия за клуба, печелейки осем отличия, включително и най-младият носител на медала на победителите във Висшата лига. През 2019 г. печели втора Висша лига и става най-младият голмайстор на клуба в Шампионската лига на УЕФА и е най-младият английски играч, който започва мач и отбелязва в елиминационните фази на състезанието. През 2021 г. той е обявен за млад играч на сезона във Висшата лига и за млад играч на годината на ПФА.
Фоден представлява Англия на много младежки нива, отбелязвайки 19 гола в 51 мача. За първи път получава повиквателна за националния отбор на 25 август 2020 г. и прави дебюта си срещу Исландия десет дни по-късно при победата с 1 – 0 в Лигата на нациите на УЕФА.

## Клубна кариера

### Манчестър Сити

#### Ранна кариера
Роден в Стокпорт, Голям Манчестър, Фодън беше поддръжник на Манчестър Сити от детството. Той се присъедини към клуба на четиригодишна възраст и подписа стипендията си за академия през юли 2016 г. Той получава частно образование в St Bede's College, като таксите за обучение се плащат от Манчестър Сити. На 6 декември 2016 г. главният треньор на Сити Пеп Гуардиола включи Фоден в състава на мача за мача от груповата фаза на Шампионска лига със Селтик; той беше неизползван резерв при равенството 1 – 1 у дома.

#### Сезон 2017 – 18
През юли 2017 г. Фодън е включен в състава за предсезонното турне на клуба в САЩ, където се представя впечатляващо в загуба с 0 – 2 от Манчестър Юнайтед и също започва в победа с 4 – 1 над Реал Мадрид.
След няколко участия на резервната скамейка в началото на сезон 2017 – 18, Фоден направи своя дебют в Манчестър Сити на 21 ноември 2017 г. в мач от Шампионската лига срещу Фейенорд, като влезе в 75-ата минута за Яя Туре. Той стана четвъртият най-млад английски играч, участвал в Шампионската лига (17 години 177 дни). На 6 декември 2017 г. Фодън счупи рекорда, държан преди от Джош МакИкран, за да стане най-младият английски играч на възраст 17 години и 192 дни, който стартира в мач от Шампионската лига на УЕФА, като направи това при поражение с 2:1 от Шахтьор Донецк .  Той също така стана първият играч, роден през 2000 г., който започна мач в състезанието. Той направи своя дебют във Висшата лига като резерва при победа с 4:1 срещу Тотнъм Хотспър на 16 декември 2017 г., като се появи в 83-та минута за Илкай Гюндоган .
Фоден участва като късен заместител на Серхио Агуеро във финала за Купата на EFL на 25 февруари 2018 г., помагайки на Сити да осигури победа с 3:0 срещу Арсенал на стадион Уембли . Следващия месец той счупи рекорда на Кийрън Ричардсън, за да стане най-младият английски играч, който стартира в мач с елиминации в Шампионската лига, правейки това на възраст от 17 години и 283 дни при победа с 4:0 над Базел . На 13 май той стана най-младият играч, получавал медал на победителите във Висшата лига . Световните рекорди на Гинес го признаха за този подвиг в изданието на своята книга за 2020 г.

#### Сезон 2018 – 19
Фоден беше част от стартовия състав на Сити за FA Community Shield на 5 август 2018 г., като изигра общо 75 минути, както и асистира за първия гол на Агуеро в мача при победа с 2:0 над Челси на стадион Уембли, отбелязвайки третия за Фодън медал на победителите за календарната година. На 25 септември 2018 г. той даде асистенция на Рияд Марез и по-късно отбеляза първия си гол в продължение на контузиите, за да осигури на Сити победа с 3:0 като гост срещу Оксфорд Юнайтед в третия кръг на EFL Cup .
Фодън отбеляза първия си гол у дома на Etihad Stadium, като отбеляза втория за Сити по време на победата им със 7:0 срещу Ротъръм Юнайтед в третия кръг на ФА Къп на 6 януари 2019 г. Три дни по-късно Фодън отново беше в протокола, тъй като помогна на Сити да победи Бъртън Албион с 9 – 0 в първия мач от полуфиналите за Купата на EFL. На 12 март 2019 г. Фоден отбеляза първия си гол в Шампионската лига по време на реванша от 1/8 срещу Шалке, след като Сити спечели със 7 – 0 (10 – 2 общо). По този начин той помогна на клуба да изравни рекорда за най-голяма печалба във фазата на елиминациите на състезанието. Голът му също така го превърна в най-младия голмайстор на Ман Сити в Шампионската лига и най-младият английски голмайстор, отбелязал в елиминационните фази на състезанието, на 18 години и 288 дни. В началото на следващия месец той направи първия си старт в лигата за клуба при победа с 2:0 над Кардиф Сити, като стана най-младият английски играч, който направи това след Даниел Стъридж през 2008 г. След мача мениджърът на Сити Пеп Гуардиола каза пред медиите, че очаква Фоден да бъде важен играч на Манчестър Сити „през следващото десетилетие“.
Фодън отбеляза първия си гол във Висшата лига на 20 април 2019 г. при победа с 1:0 над Тотнъм Хотспър. След това той стана третият най-млад играч, отбелязал гол за клуба във Висшата лига, след Мика Ричардс и Стъридж. Ман Сити приключи сезона, завършвайки вътрешно изчистване на всички трофеи, като Фодън имаше все по-важна роля в отбора.

#### Сезон 2019 – 20
Фодън започна сезон 2019 – 20 със своята 7-ма чест, като спечели FA Community Shield срещу Ливърпул на стадион Уембли на 4 август 2019 г. Той отбеляза в дузпата, която реши победителите. Шест дни по-късно той направи първата си изява във Висшата лига за сезона, когато Манчестър Сити победи Уест Хем Юнайтед с 5:0 на стадиона в Лондон.
На 1 октомври 2019 г. Фоден отбеляза първия си гол за сезона в Шампионската лига на УЕФА, постигайки победа с 2:0 над Динамо Загреб във втория мач от груповата фаза. Фоден създаде втория най-голям шанс (6) в груповата фаза на УЕФА Шампионска лига, само зад Лионел Меси (7).
Фодън направи първия си старт във Висшата лига за сезона на 15 декември 2019 г., като направи асистенция срещу Арсенал на Емирейтс Стейдиъм при победа с 3:0 за гражданите.
На 1 март 2020 г. Фодън стартира във финала за Купата на EFL и спечели 6-то си голямо отличие и 8-ия си трофей в кариерата, след като Ман Сити спечели с 2 – 1 срещу Астън Вила . Той също беше обявен за човек на мача, като по този начин стана най-младият носител на трофея на Алън Хардакър.
На 17 юни 2020 г. футболът във Висшата лига се завърна, след като пандемията от COVID-19 спря сезона. Фодън беше в протокола, когато Сити вкара три покрай Арсенал на стадион Етихад. Следващият мач Фодън отбеляза първата си дупка във Висшата лига и отбеляза гол в поредни мачове за първи път, след като Манчестър Сити спечели с 5:0 срещу Бърнли . На 2 юли 2020 г. Манчестър Сити посрещна новокоронирания шампион Ливърпул на Etihad. Фодън отбеляза и асистира в мача, когато Сити спечели с 4 – 0.
Сезонът на Висшата лига 2019 – 20 завърши на 26 юли, като Фодън стартира с победа с 5:0 над Норич, виждайки Манчестър Сити да завърши сезона на 2-ро място. Поводът обаче бе отбелязан с напускането на идола на Foden Давид Силва след 10 години в клуба. През 2017 г. Фодън заяви: „Тренировката е по-бърза и беше страхотно да играя със Силва, той наистина е моят идол. Опитвам се и гледам какво прави той и се уча от него и се опитвам да правя същите неща." Фоден беше подсказан да поеме поста от Силва, като Пеп Гуардиола каза, че Манчестър Сити се „доверява“ на Фил Фодън да го замени.
Фоден започва втората си нокаут вратовръзка на Шампионската лига на УЕФА на 7 август 2020 г., срещу Реал Мадрид, помагайки на страната си да спечели 2 – 1 (4 – 2 на съвкупно) и да напредне към четвъртфинала, където Ман Сити ще се поклони от състезанието. Завършва сезона с изиграни 38 мача, регистрирайки 8 гола и 9 асистенция във всички състезания.

#### Сезон 2020 – 21
Фодън откри сметката си за сезона срещу Уулвс в първия мач от сезона на Висшата лига, отбелязвайки победа с 3 – 1 на 21 септември 2020 г. Той отбеляза втория си гол в лигата за сезон 2020 – 21 срещу Уест Хем Юнайтед при равенство 1 – 1 на стадиона в Лондон на 24 октомври 2020 г. Той изравни само шест минути, след като замени Серхио Агуеро на полувремето, като се обърна умно, за да реализира центриране на съотборника Жоао Кансело . Фоден отбеляза първия си гол в Шампионската лига на УЕФА през сезон 2020 – 21 в Гърция срещу Олимпиакос на 25 ноември 2020 г., интелигентен финал от наказателното поле след възхитителното намаляване на Рахим Стърлинг . Тази победа в Шампионската лига осигури на Сити прогрес до осминафинал за 8-ми пореден сезон.
На 7 февруари 2021 г. той отбеляза гол и даде асистенция при гостуването с 4:1 над Ливърпул, което беше първата победа на отбора му на Анфийлд от 2003 г. Фодън отново отбеляза гол в Мърсисайд, след като Манчестър Сити спечели с 3 – 1 като гост на Гудисън Парк на 17 февруари, като увеличи преднината си в горната част на таблицата и направи 17 поредни победи във всички състезания. Фоден беше в протокола и в двата мача на четвъртфиналите на Шампионската лига на Сити срещу Борусия Дортмунд, осигурявайки напредването им в последните четири от надпреварата.
На 21 април 2021 г. Фодън получи наградата за човек на мача и отбеляза срещу Астън Вила на Вила Парк, за да даде победа на Ман Сити с 2 – 1 и впоследствие увеличи преднината си на върха на таблицата до 11 точки. Това беше 14-ият гол за Фодън във всички турнири през сезон 2020 – 21 и 7-ият му във Висшата лига. Само четири дни по-късно Фодън спечели 9-ия си трофей с Манчестър Сити, след като победиха Тотнъм с 1:0 във финала за Купата на EFL, като Фодън изигра пълните 90 минути. Фоден отново влезе в историята със Сити, тъй като те стигнаха до финала на Шампионската лига на УЕФА за първи път, след като победиха Пари Сен Жермен с общо 4 – 1, като Фоден осигури асистенция на Рияд Марез в реванша. На 12 май Фодън осигури третата си титла във Висшата лига за четири години, след като Манчестър Юнайтед беше победен с 2 – 1 от Лестър Сити. Фоден стартира първия финал на УЕФА Шампионска лига в историята на клуба. Ман Сити загуби мача 1 – 0 – първата загуба на Фодън във финал по време на кариерата му. Той беше определен в отбора на УЕФА Шампионска лига на сезона и спечели Млад играч на сезона във Висшата лига, докато беше номиниран както за играч на годината на PFA, така и за млад играч на годината на PFA, като спечели последната награда.

## Международна кариера

### Младост
През май 2017 г. Фоден отбеляза гол във финала на Европейското първенство до 17 години на УЕФА през 2017 г., когато Англия до 17 години претърпя поражение при изпълнение на дузпи от Испания .
През октомври същата година Фодън привлече широко внимание на пресата, след като отбеляза два пъти във финала на Световното първенство по футбол за 2017 FIFA U-17, също срещу Испания, тъй като Англия спечели състезанието. Той беше обявен за най-добър играч на турнира.
Той спечели наградата Златна топка на Световното първенство до 17 години на FIFA през 2017 г., където също спечели известно внимание на медиите и значително медийно отразяване.
На 27 май 2019 г. Фоден беше включен в отбора на Англия от 23 души за Европейското първенство на УЕФА за юноши до 21 години през 2019 г. и отбеляза впечатляващ гол – първия си за U21s – в началното поражение с 2:1 от Франция в Чезена .

### Старши

#### Дебют и Евро 2020
На 25 август 2020 г. Гарет Саутгейт назначи Фодън за първи път в старшия отбор на Англия . Той направи своя международен дебют срещу Исландия на 5 септември 2020 г. при победа с 1:0 като гост в турнира на УЕФА Лигата на нациите . На 7 септември Фодън, заедно със съотборника на Англия Мейсън Гринууд, беше изтеглен от отбора на Англия поради нарушаване на протоколите за изолация на отбора за COVID-19, като доведе поне един гост в хотела на отбора си в Исландия. Манчестър Сити осъди действията на Фодън.
Фодън отбеляза първия и втория си гол за Англия по време на мач от Лигата на нациите на УЕФА срещу Исландия на стадион Уембли на 18 ноември 2020 г.
На 1 юни 2021 г. Фоден беше включен в състава от 26 човека за наскоро пренасроченото Евро 2020 . Той се присъедини към отбора на по-късна дата поради участието си във финала на Шампионската лига на УЕФА през същата година. На 8 юни Фодън разкри, че е боядисал косата си в русо – правейки сравнения с бившия полузащитник на Англия Пол Гаскойн, който също имаше подобна прическа за Евро 96 . Фодън каза на пресконференция в същия ден, че „цялата нация знае какво означава той за страната и какво направи, така че няма да е лошо, ако се опитам да вкарам малко Газа на терена.“

## Стил на игра, развитие и сравнения
Фодън играе с ляв крак и може да играе като крило, или крило отдясно, въпреки че Пеп Гуардиола го описва като „по-скоро халф“. През 2017 г. Гуардиола го описва като „специален играч“, казвайки: „Опасно е да се казват добри неща за младите играчи, защото те са все още млади и трябва да растат и трябва да научат много, много неща. . . Но имаме много увереност, за да му помогнем, защото вярваме, че той е човек, който има потенциал, дори и да не е силен, не е висок.“ През 2017 г. Луиз Тейлър от Гардиън описва Фодън като „хвалещ се със строг контрол и благословен с умението да се движи покрай опонентите“. През 2018 г. ветеранът футболен писател Брайън Гланвил го описва като „надарен и преждевременно развит тийнейджър“, добавяйки: „Младите играчи с неговите умения и изобретателно качество са жалко слаби на земята“.

## Личен живот
Фодън е във връзка с Ребека Кук и има син Рони, роден през януари 2019 г. През април 2021 г. двойката обяви, че очаква второто си дете, дъщеря, която трябва да се роди в края на лятото или началото на есента на 2021 г.

## Кариерна статистика

### Клуб
| Клуб             | Сезон            | лига             | лига       | лига | ФА Къп     | ФА Къп | EFL купа   | EFL купа | Европа             | Европа | Друго             | Друго | Обща сума  | Обща сума |
| Клуб             | Сезон            | дивизия          | Приложения | Цели | Приложения | Цели   | Приложения | Цели     | Приложения         | Цели   | Приложения        | Цели  | Приложения | Цели      |
| ---------------- | ---------------- | ---------------- | ---------- | ---- | ---------- | ------ | ---------- | -------- | ------------------ | ------ | ----------------- | ----- | ---------- | --------- |
| Манчестър Сити   | 2016 – 17 г.     | Висша лига       | 0          | 0    | 0          | 0      | 0          | 0        | 0                  | 0      | —                 | —     | 0          | 0         |
| Манчестър Сити   | 2017 – 18 г.     | Висша лига       | 5          | 0    | 0          | 0      | 2          | 0        | 3                  | 0      | —                 | —     | 10         | 0         |
| Манчестър Сити   | 2018 – 19 г.     | Висша лига       | 13         | 1    | 3          | 3      | 5          | 2        | 4 [lower-alpha 1]  | 1      | 1                 | 0     | 26         | 7         |
| Манчестър Сити   | 2019 – 20        | Висша лига       | 23         | 5    | 4          | 1      | 5          | 0        | 5 [lower-alpha 1]  | 2      | 1 [lower-alpha 2] | 0     | 38         | 8         |
| Манчестър Сити   | 2020 – 21 г.     | Висша лига       | 28         | 9    | 5          | 2      | 4          | 2        | 13 [lower-alpha 1] | 3      | —                 | —     | 50         | 16        |
| Манчестър Сити   | 2021 – 22 г.     | Висша лига       | 18         | 6    | 1          | 0      | 2          | 1        | 6 [lower-alpha 1]  | 2      | 0                 | 0     | 27         | 9         |
| Общо в кариерата | Общо в кариерата | Общо в кариерата | 87         | 21   | 13         | 6      | 18         | 5        | 31                 | 8      | 2                 | 0     | 151        | 40        |

### Международен
| национален отбор | Година    | Приложения | Цели |
| ---------------- | --------- | ---------- | ---- |
| Англия           | 2020 г    | 3          | 2    |
| Англия           | 2021 г    | 10         | 0    |
| Обща сума        | Обща сума | 13         | 2    |

| Не. | Дата              | Място на провеждане            | Шапка с козирка | Опонент  | Резултат | Резултат | Състезание                       | Ref.   |
| --- | ----------------- | ------------------------------ | --------------- | -------- | -------- | -------- | -------------------------------- | ------ |
| 1   | 18 ноември 2020 г | Стадион Уембли, Лондон, Англия | 3               | Исландия | 3 – 0    | 4 – 0    | 2020 – 21 УЕФА Лига на нациите А | [ 76 ] |
| 2   | 18 ноември 2020 г | Стадион Уембли, Лондон, Англия | 3               | Исландия | 4 – 0    | 4 – 0    | 2020 – 21 УЕФА Лига на нациите А | [ 76 ] |

## Отличия
Манчестър Сити
- Висша лига : 2017 – 18, 2018 – 19, 2020 – 21[77]
- ФА Къп : 2018 – 19[78]
- EFL Cup : 2017 – 18,[15] 2018 – 19,[79] 2019 – 20,[80] 2020 – 21[81]
- FA Community Shield : 2018,[19] 2019[82]
- Вицешампион на УЕФА Шампионска лига : 2020 – 21[83]

Англия U17
- Световно първенство на FIFA U-17 : 2017 г.[84]
- Подгласник на Европейското първенство до 17 години на УЕФА : 2017 г.[58]

Англия
- Подгласник на Европейското първенство на УЕФА : 2020 г.[85]

Индивидуален
- УЕФА Европейско първенство за юноши до 17 г. отборно на турнира: 2017 г.[86]
- Златна топка на Световното първенство по футбол за U-17 : 2017[87]
- Младата спортна личност на годината на BBC : 2017[88]
- Световен младежки (U20) отбор на IFFHS мъже : 2020 г.[89]
- Трофей на Алън Хардакър : 2020
- Отбор на сезона в Шампионската лига на УЕФА: 2020 – 21[90]
- Млад играч на сезона във Висшата лига : 2020 – 21[91]
- Млад играч на годината по PFA : 2020 – 21[92]